# کونوئه موتوهیرو
کونوئه موتوهیرو (به ژاپنی: 近衛 基熈 Konoe Motohiro) نام دوران کودکی تاجیمارو؛ (۱۶۴۸ – ۱۷۲۲) یک کوگیو در شوگون‌سالاری توکوگاوا در دوره ادو بود. او مقام کانپاکو را از ۱۶۹۰ تا ۱۷۰۳ و مقام دایجو-دایجین را ۱۷۰۹ تا ۱۷۱۰ بر عهده داشت.
او پدر کونوئه هیروکو همسر اصلی شوگون ششم توکوگاوا ایه‌نوبو (۱۷۰۹–۱۷۱۲ میلادی) بود.